# Sossos
Os sossos ou sussus (em inglês: Sosos e Soosoos; em francês: Soussous) são um povo mandinga da África Ocidental falante do mandê-fu; são intimamente ligados aos dialonquês. No passado eram um dos povos que habitavam Futa Jalom e hoje englobam aproximadamente 1,3 milhão indivíduos dos quais 90% vivem na Guiné, onde são muito influentes. O resto está espalhado no noroeste da Serra Leoa e Guiné-Bissau. Vivem sobretudo na planície às margens dos pântanos em vilas agrícolas. A maioria dos sossos são fazendeiros de subsistência, mas também são conhecidos como ferreiros e comerciantes. Os fazendeiros comummente cultivam amendoim, milhete, mandioca, gengibre e banana. Os sossos de Serra Leoa são pescadores habilidosos.
Os sossos originaram-se na porção ocidental do Império do Mali e quando o império se desintegrou séculos depois migraram para Futa Jalom. No século seguinte ao início da sua marcha, continuaram rumando a oeste rumo a região costeira. Se converteram ao islamismo no século XVII e hoje são esmagadoramente sunitas maliquitas, apesar dos cultos pré-islâmicos sobreviverem. Muitos convertidos ainda realizam cerimónias rituais que propiciam os baris, espíritos benignos e malevolentes das florestas. A cultura sossa é conhecida regionalmente por sua capacidade de absorver culturas vizinhas menores e sua língua é língua franca no sul da Guiné.